# جامعة حكومية
جامعة عمومية هي الجامعة التي تُموّل في الغالب عن طريق الشعب (العموم) من خلال حكومة وطنية أو حكومة إقليمية، بدلا من الجامعات الخاصة. ما إذا كانت الجامعة الوطنية تُعتبر عمومية أم لا يختلف من بلد (أو المنطقة) إلى آخر (أو أخرى)، إلى حد كبير اعتمادا على طبيعة التربية النوعية. في بعض الأجزاء من العالم (مثل الصين)، عادة ما تتمتع الجامعات الحكومية محليا بسمعة أعلى وأنها غالبا ما تكون من بين المؤسسات البحثية الأكثر تأثيرا في العالم. يتم ترتيب العديد من الجامعات العمومية البارزة من بين الأفضل في العالم عن طريق THES -QS ترتيب الجامعات العالمي والترتيب الأكاديمي لجامعات العالم